# Todo no fue suficiente
Todo no fue suficiente è un singolo del gruppo musicale statunitense Ha*Ash, pubblicato il 2 gennaio 2012 come terzo singolo dal quarto album in studio A tiempo.

## La canzone
La traccia, è stata scritta da Ashley Grace, Hanna Nicole, e Yoel Henríquez.

## Video musicale
Il videoclip è stato pubblicato su YouTube il 23 febbraio 2012. Il video ha raggiunto 160 milioni di visualizzazioni su Vevo.

### Dal vivo versione
Il video è stato girato sotto forma di esibizione dal vivo, con Ha*Ash che inizia a cantare con la sua band dinanzi ad un gruppo persone. Il video è stato pubblicato su YouTube il 1 agosto 2011. Il video ha raggiunto 28 milioni di visualizzazioni su Vevo.

### En vivo versione
Il video è stato girato sotto forma di esibizione dal vivo dal album En Vivo (2019). Il video è stato girato a Auditorio Nacional, Città del Messico (Messico). È stato pubblicato su YouTube il 6 dicembre 2019.

## Tracce
Download digitale
1. Todo no fue suficiente – 3:36 (Ashley Grace, Hanna Nicole, Yoel Henríquez)

## Formazione
- Ashley Grace – voce, composizione, chitarra
- Hanna Nicole – voce, composizione, chitarra
- Yoel Henríquez – composizione
- Áureo Baqueiro – programmazione, produzione
- Aaron Sterling  – batteria

## Classifiche
| Classifica (2012)                   | Posizione massima |
| ----------------------------------- | ----------------- |
| Messico Airplay (billboard)         | 2                 |
| Messico Español Airplay (billboard) | 11                |
| Messico (Monitor Latino)            | 4                 |
| Messico (Monitor Latino) Top 20     | 5                 |

## Premi
| Anno | Premio         | Esito           |
| ---- | -------------- | --------------- |
| 2014 | Vevo Certified | Vincitore/trice |